# Bobota
Bobota è un comune della Romania di 3 940 abitanti, ubicato nel distretto di Sălaj, nella regione storica della Transilvania. 
Il comune è formato dall'unione di 3 villaggi: Bobota, Derșida, Zalnoc.